# 펠레의 저주

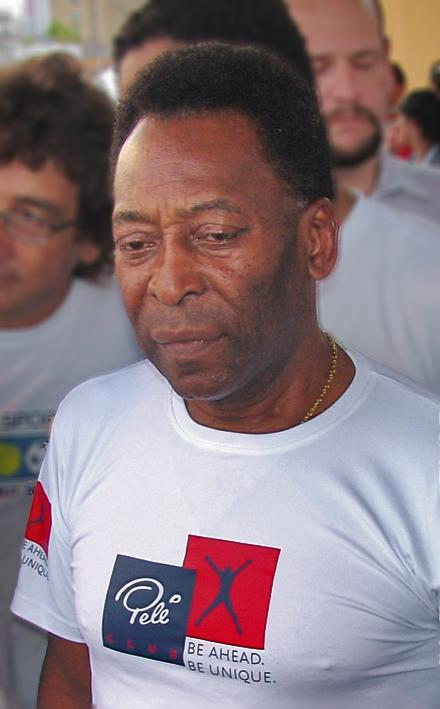
펠레의 저주의 주인공인 브라질의 축구 선수 펠레.

펠레의 저주란 FIFA 월드컵과 같은 큰 대회와 관련하여 브라질의 축구 선수 펠레가 한 예측은 정반대로 실현된다고 믿어지는 징크스를 말하는 것으로, FIFA 월드컵과 관련해서는 한국에서 가장 널리 알려져 있는 징크스 중 하나이다. 즉, 펠레가 예상한 대회 우승 후보팀들은 언제나 탈락하거나 우승하지 못하는 반면, 펠레가 혹평하거나 탈락할 것으로 언급한 팀들은 선전한다는 것이다.
이 외에도 펠레의 저주는 펠레의 발언 이외에 또 하나의 사건이 있는데 그것은 펠레가 2002년 월드컵 주제가를 부른 가수 아나스타샤의 가슴을 쳐다본 사건이다. 당시 펠레가 아나스타샤와 포옹을 하면서 그녀의 푹 파인 옷을 흐뭇하게 쳐다보는 장면이 카메라에 잡혔다. 이 사건 이후 아나스타샤는 2003년에 유방암 판정을 받았고 대수술을 받아야만 했다. 사람들은 이 사건의 희생양인 아나스타샤를 펠레의 저주의 가장 큰 희생양이라고 부르고 있다.

## 펠레의 예상 및 결과
- 1966년 잉글랜드 월드컵에서는 자신이 속한 브라질이 우승할 것으로 예상했으나, 브라질은 조별 리그 1승 2패라는 사상 최악의 성적을 기록하며 탈락했다. 전 대회 우승 팀이 1라운드에서 탈락한 것은 1950년 브라질 월드컵에서 이탈리아가 스웨덴에 밀려 사상 최초로 1라운드를 통과하지 못한 이후 16년 만의 일이다.

- 1974년 서독 월드컵에서는 아르헨티나가 결승에 진출할 것으로 예상했으나, 아르헨티나는 8강 조별 리그에서 네덜란드에게 4-0으로 참패하는 등 1무 2패를 기록하며 탈락했다.

- 1978년 아르헨티나 월드컵에서는 서독과 페루를 유력한 우승후보로 지목했으나 두 팀 모두 8강 조별 리그에서 탈락했다. 특히 페루는 이 대회 우승을 차지한 팀인 아르헨티나에게 6-0으로 패배하기까지 했다.

- 1982년 스페인 월드컵에서는 스페인과 브라질, 이탈리아를 지목했고, 스페인과 브라질은 2라운드 12강 조별 리그에서 탈락했지만 이탈리아는 우승을 차지했다. 그러나 일부에서는 그가 저주를 의식하여 일부러 우승 후보 팀으로 여러 나라를 지목했다는 의견도 있다.

- 1986년 멕시코 월드컵에서는 프랑스와 잉글랜드, 이탈리아를 지목했으나 잉글랜드가 아르헨티나에게 패배를 당한 것을 포함하여 모두 결승 진출에 실패했다.

- 1990년 이탈리아 월드컵에서는 우루과이와 이탈리아가 결승에서 만날 것이라 예측했다. 그러나 공교롭게도 우루과이와 이탈리아는 결승이 아닌 16강전에서 만나서 이탈리아가 승리했고, 이탈리아는 준결승전에서 아르헨티나에게 승부차기에서 패배해 결승 진출에 실패했다.

- 1994년 미국 월드컵에서는 콜롬비아와 독일을 우승후보로 꼽고 브라질은 우승 가능성이 없다고 혹평했다. 콜롬비아는 조별 리그에서 탈락했고, 독일은 8강전에서 불가리아에게 패배했다. 오히려 우승 가능성이 없다던 브라질이 승부차기 끝에 이탈리아를 누르고 우승을 차지했다. 그리고 미국전에서 자책골을 넣었다는 이유로 콜롬비아의 수비수 안드레스 에스코바르는 귀국 후 총살당했다.

- 1998년 프랑스 월드컵에서는 브라질과 스페인을 우승후보로 꼽았으나, 스페인은 조별 리그에서 나이지리아에게 발목이 잡혀 탈락하고 브라질은 결승에서 프랑스에게 0-3으로 대패했다. 또한 아프리카 팀들의 선전을 예상했으나 나이지리아를 제외한 카메룬과 튀니지, 남아공은 조별 예선에서 모두 탈락했으며, 그나마 조별 예선을 통과한 나이지리아도 16강전에서 덴마크에게 1-4로 대패를 당하고 탈락했다.

- 2002년 한일 월드컵에서는 프랑스를 우승후보로 꼽았고 브라질은 조별 예선도 통과하기 힘들 것이라고 혹평하였다. 그러나 프랑스는 무득점에 1무 2패라는 전적을 거두며 2라운드 진출에 실패, 1966년 대회에서 디펜딩 챔피언인 브라질이 1승 2패로 2라운드 진출에 실패한 이후 36년 만에 또다시 디펜딩 챔피언의 1라운드 탈락 사례가 됐고, 조별 예선도 통과하기 힘들 거라던 브라질은 7전 전승으로 우승컵을 안았다.[2] 또한 대한민국이 준결승에 오르는 걸 보고 "한국은 결승에 오를 수도 있다."고 말했으나 대한민국은 준결승전에서 독일에 0-1로 석패하여 결승 진출에는 실패했다. 그리고 대한민국의 공격수 황선홍에 대해서는, 월드컵에서 선보인 출중한 플레이에 "월드컵 종료 후 몸값이 치솟을 것이며, 유럽으로 진출할 것" 이라고 호평하였다. 그러나 이후 황선홍은 J리그의 소속팀 가시와 레이솔에서 방출되어 K리그의 전남 드래곤즈와 계약 후 국내 무대로 복귀하였고, 부상으로 단 한 경기도 뛰지 못하고 은퇴하였다. 그리고 펠레는 중화인민공화국이 2002 한일 월드컵에서 조별리그를 통과해 16강에 진출할 것으로 예상했다. 그러나 중화인민공화국은 한 골도 넣지 못하고 9골을 실점한 채 3전 전패로 탈락했다.

- 2002년 한일 월드컵을 전후하여 FIFA에서는 펠레에게 FIFA 100을 선정하도록 요청했다. 펠레는 선정 과정에서 독일의 미로슬라프 클로제를 제외시켰는데 이후 클로제는 2006년 독일 월드컵에서 득점왕을 수상하는 등 FIFA 월드컵 본선에서 대량득점을 이어나갔다. 결국 40살에 육박한 나이인 2014년 FIFA 월드컵에서조차 두 골을 넣어내며 자신의 역할에 최선을 다했으며 결국 클로제의 FIFA 월드컵 본선 통산 득점은 호나우두의 15개를 뛰어넘어 16개를 기록하여 월드컵 역사상 최다득점자로 기록되었다.

- 2006년 독일 월드컵 직전에, 펠레는 대한민국 매체와의 인터뷰에서 "대한민국은 16강에 진출할 것"이라는 의견을 내놓았다. 반대로 2010년 남아프리카공화국 월드컵에서는 나이지리아와 아르헨티나를 16강 진출팀으로 꼽고 같은 조에 있는 대한민국은 언급하지 않았다. 이에 펠레의 징크스에 익숙한 대한민국의 네티즌들은 2006년에는 펠레를 인터뷰하여 긍정적인 예측을 얻어낸 언론매체를 성토한 반면에, 사실상 대한민국에는 부정적인 예측을 한 2010년의 펠레의 예측에 대해서는 환영하는 아이러니한 반응을 보이기도 했다.[3] 공교롭게도 펠레의 저주는 적중하여 2006년 대한민국은 결국 조별 리그 최종전 스위스와의 경기에서 주심의 석연치 않은 판정 끝에 0-2로 패한 후 3위로 떨어져 16강 진출에 실패했고, 2010년 대한민국은 전 대회와 같은 성적인 승점 4점을 얻었음에도 불구하고 조 2위로 16강에 진출하는 데 성공하였다. 이리하여 대한민국은 업다운 징크스를 당하게 되었다.

- 2009년 FIFA 컨페더레이션스컵 이탈리아와 브라질의 경기를 앞두고 "이탈리아가 브라질에 승리할 것이다"라고 예측했으나 결과는 브라질의 3-0 완승이었고, 이로 인해 이탈리아는 예선탈락의 수모를 겪었다. 이에 대해 "조 예선에서 떨어진 이탈리아는 정상적인 전력이 아니었다고 본다. 1년 뒤 월드컵 본선에서는 다를 것이다. 그들은 항상 강한 팀이었고, 본선에서 그들은 꺾는다는 것은 언제나 어려운 일이기 때문이다." 라고 평가하여 이탈리아팀이 2010년 남아프리카공화국 월드컵 본선에서는 다른 모습을 보여줄 것이라고 예측하였다. 그리고 2010년 5월 펠레는 "잉글랜드가 4강에 진출할 것" 이라고 예측하였다.[4] 그러나 이탈리아는 조별예선에서 졸전을 거듭한 끝에 단 1승도 거두지 못하고 조 최하위로 탈락하는 굴욕을 맛봤다. 지난 대회 우승 팀이 조별예선에서 탈락한 경우는 월드컵 통산 5번 (1950년의 이탈리아, 1966년의 브라질, 2002년의 프랑스, 2010년의 이탈리아, 2014년의 스페인)이 있는데, 공교롭게도 펠레가 발언한 1966년 이후의 사례는 펠레가 모두 정 반대의 예측을 한 셈이 된다. 그리고 잉글랜드는 16강전에서 독일에 패하여 8강 진출이 좌절되었다. 나이지리아에 대해서는 "유럽 리그에서 뛰는 경험 많은 선수들을 보유한 나이지리아가 4강(준결승)에 안착한 뒤 결승까지 진출할 것"이라고 예언한 바 있다. 하지만 나이지리아 대표팀은 4강(준결승)은커녕 1무 2패의 초라한 성적으로 조별예선조차 통과하지 못하여, 화가 난 나이지리아 대통령에 의해 2년간 국제경기 출전을 하지 못하게 되었다가,[5] FIFA의 개입으로 가까스로 이를 모면하는 홍역을 치렀다.[6]

- 2010년 남아프리카공화국 월드컵 대회가 열리기 2년 전인 2008년에 스페인이 유로 2008에서 우승하는 모습을 보고 일찌감치 스페인을 2010년 월드컵 우승 후보로 꼽았다. 조별예선을 앞둔 시점에서 펠레는 스페인과 브라질을 우승 팀으로 예측하였고, 독일을 주목할 팀으로 꼽았다. 한편 펠레는 디에고 마라도나가 아르헨티나의 국가대표 감독에 부임하자 "마라도나는 경험 부족으로 팀을 곤란하게 만들 것이다."라고 발언한 바 있었다. 그런데 정작 혹평했던 아르헨티나가 조별예선에서 전승하는 등 승승장구한 데 반해 우승후보로 애초에 지목했던 스페인은 조별예선에서 스위스에 0-1로 패하는 등 초반에 고전하자, 이를 본 펠레는 월드컵 기간 도중에 슬그머니 말을 바꾸어, 우승 후보를 브라질, 아르헨티나, 독일로 바꾸어 지목하였고 결승에서 브라질이 독일과 아르헨티나 중 한 팀과 대결할 가능성이 크다고 구체적인 대진까지 전망하였다. 그리고 다크호스로는 가나를 지목하였다.[7] 그러자 스페인은 스위스와의 경기에서 패한 이후의 나머지 경기에서 모두 승리하여 결승전까지 올랐으며, 아르헨티나는 얼마 지나지 않아 독일과의 8강전에서 뜻밖에 0-4로 대패하여 탈락하고 말았다. 공교롭게도 스페인은 펠레가 우승 후보 명단에서 슬그머니 제외하자마자 승승장구하였고, 아르헨티나는 펠레가 팀에 대한 악평을 거둬들이고 우승 팀으로 예상을 바꾸게 된지 얼마 안되어 전승행진을 멈추고 탈락하고 만 것이다. 그리고 함께 우승국으로 지목한 팀 중 하나인 브라질 역시 베슬러이 스네이더르의 2골[8]과 펠리피 멜루의 퇴장 등으로 8강전에서 네덜란드에게 역전패하여 준결승 진출에 실패하였다. 마지막으로 남은 독일팀은 막강한 공격력을 과시하며 준결승에 올라 저주를 불식시키는 듯 했지만, 스페인에게 0-1로 석패하며 3-4위전으로 밀려났다. 다크호스라던 가나는 우루과이와의 8강전에서 연장 종료 직전 루이스 알베르토 수아레스의 고의적인 핸들링 파울로 얻어낸 천금같은 페널티킥을 실축한데다가 승부차기까지 간 끝에 패배하는 등 불운이 겹치면서 준결승 진출에 실패하였다.

- 2010년 남아프리카공화국 월드컵 네덜란드 대 스페인의 결승전을 앞두고 7월 8일 브라질의 반데이란테스 라디오 방송과의 인터뷰에서 마지막으로 "스페인은 이번 남아공 월드컵의 챔피언이 될 자격이 있다"면서 "스페인이 최종 승자가 될 것"이라고 예상했는데, 이 발언 이후 네덜란드의 우승을 점치는 분위기까지 조성되었으나, 실제로 스페인은 결승전에서 팽팽한 접전 끝에 연장 후반 터진 이니에스타의 결승골로 우승컵을 들어올렸다. 결국 2010년 월드컵에 관한 펠레의 마지막 예측은 적중하였다. 스페인은 사상 첫 월드컵 우승을 경험하면서 펠레의 저주는 물론 월드컵 조별예선 첫 경기에서 패배한 팀은 우승하지 못한다는 징크스도 깨뜨렸다.

- 펠레와 통일교 교주 문선명이 같이 사진을 찍었는데 이후 2011년 문선명이 사망했다.

- 2012년 하계 올림픽 축구 남자의 브라질과 멕시코의 결승전 하루 전 조국 브라질의 금메달을 예상했지만 결과는 1:2 패배로 멕시코가 금메달을 획득했다.[9]

- 2014년 브라질 월드컵에서는 우승할 자격이 있는 팀은 브라질, 스페인, 독일. 이 세팀밖에 없으며[10] 아르헨티나는 팀이 엉망이고 메시를 아무도 도와주지 않아 자멸할 것[11]이라고 예상했다. 심지어 펠레는 아르헨티나가 칠레만도 못한 팀이라고 혹평하기까지 했다.
  - 브라질은 비록 개막전에서 크로아티아를 3-1로 이기기는 했으나 그 경기력은 시종일관 크로아티아에게 쩔쩔매다가 프레드의 시뮬레이션 액션으로 논란의 페널티킥을 얻어 성공하고 겨우 이겨서 경기력을 의심받았다. 그 이후에는 멕시코를 상대로 졸전 끝에 무득점으로 비겼다. 그리고 16강에 가서는 비교적 약체에 속하는 칠레를 상대로 헐크의 극심한 부진이 원인이 되어 승부차기까지 가는 피말리는 혈투 끝에 겨우 이기고 올라왔다. 그리고 8강 콜롬비아전에서는 기적적으로 신승을 거두었으나 공격의 핵인 네이마르가 척추 골절상을 입고 아웃된데다가 설상가상으로 주장이자 수비의 핵인 치아구 시우바마저 경고 누적으로 다음 경기에 나올 수 없게 되었다. 문제는 준결승전인데 그 준결승전에서 브라질은 마라카낭의 비극을 훨씬 능가할 정도로 다시없을 치욕의 역사인 미네이랑의 비극을 쓰고 말았다. 즉, 독일을 상대로 전반전에만 0-5를 당하며 경기결과 1-7로 독일에게 두 번 다시는 없을 대패를 당하고 만 것이다. 그리고 뒤이어 벌어진 네덜란드를 상대로 한 3·4위전에서도 준결승전 때의 대패로 인한 후유증을 털지 못하고 0-3으로 또다시 대패를 당해 결국 4위에 그치고 말았다.
  - 디펜딩 챔피언 스페인은 조별리그 B조 첫경기에서 네덜란드에게 후반전에만 4골을 내주면서 1-5로 역전패했다. 그리고 한 수 이상 아래인 칠레에마저 0-2로 패하며 월드컵 디펜딩 챔피언으로서는 최초로 단 두 경기만에 2패 7실점을 기록하며 조별리그 탈락을 조기에 확정짓고 말았다.
  - 독일은 첫 경기에서는 포르투갈을 4-0으로 이겼으나 가나를 상대로는 졸전끝에 무승부를 달성했으며 미국을 상대로는 정말 힘들게 이기고 16강에 진출했다. 16강에 가서는 알제리를 상대로 연장전까지 가서 겨우 승리를 챙긴 뒤 8강에서는 프랑스를 가볍게 이기고 준결승에서는 앞서 서술한 바와 같이 브라질을 상대로 대학살극을 벌인 끝에 결승에 안착했다.
  - 혹평했던 아르헨티나는 3승 전승으로 승점 9점을 얻어 16강에 진출했다. 더군다나 펠레가 혹평한 것과는 정반대로 칠레는 16강에서 브라질과의 승부차기 끝에 탈락했지만 아르헨티나는 결승전에 성공적으로 진출했다. 하지만 아르헨티나는 펠레의 축복을 받음에도 불구하고 앙헬 디 마리아의 공백을 극복하지 못한 채 독일에게 0-1로 석패하고 준우승했다. 펠레의 저주는 그저 아르헨티나가 칠레를 능가했다는 하나밖에 성공시키지 못했다.

- 2014년 브라질 월드컵에서 스페인이 너무 쉽게 조별리그 탈락해버리자 펠레는 이번에는 독일과 네덜란드 둘 중 하나가 우승한다.고 말했다.[12]
  - 이번에 네덜란드는 본선 32개국 팀들 중 분명히 최고로 잘했다. 하지만 잘하는 것과 우승하는 건 완전히 별개의 문제였다. 네덜란드는 스페인을 5-1로 완파하고 조별 리그 3전 전승과 함께 10득점이라는 무지막지하게 무서운 화력을 보여주며 16강에 진출했다. 16강에서 멕시코를 상대로도 루이스 판 할 감독이 아주 노련하게 선수를 꾸려서 경기 종료 5분 전에 역전승을 이루었고 월드컵 역사상 최대의 이변을 낳은 최고의 돌풍팀 코스타리카를 상대로도 승부차기까지 가서 이기고 준결승에 진출했다. 준결승에서 네덜란드와 아르헨티나는 모든 것이 완벽하게 똑같은 화력과 똑같은 철벽 수비를 보여주며 완벽한 박빙을 이루며 승부차기까지 갔다. 즉, 네덜란드와 아르헨티나, 둘은 분명 동일한 능력을 보여줬다. 그런데 중요한 것은 펠레의 저주 하나만으로 이 두 팀간의 승부를 갈랐던 것이다. 승부차기가 시작되자 아르헨티나의 세르히오 로메로 골키퍼는 신들린 선방으로 네덜란드의 키커의 슈팅을 초반부터 2개나 막아냈고 결국 네덜란드는 승부차기 점수 2-4로 아르헨티나에게 아쉽게 패하여 3·4위전으로 떨어졌다. 하지만 네덜란드 쪽에서도 변명의 여지가 없는 것이 아르헨티나는 이 날 경기에서 앙헬 디 마리아를 부상을 이유로 출장시키지 않았기 때문이었다.

- 이번에는 아예 2014년 FIFA 월드컵이 끝나지도 않았는데 벌써부터 2018년 FIFA 월드컵에서 브라질이 우승한다는 발언을 했다. 이에 디에고 마라도나는 오히려 펠레를 실컷 비웃으면서 "웃기고 있네, XX XX!"라는 답변으로 응수했다.[13] 그리고, 브라질은 그 월드컵의 8강전에서 벨기에에게 1-2로 져서 준결승 진출에 실패했다.

- 2014년 FIFA 월드컵 결승전을 앞두고 펠레는 독일>넘사벽>아르헨티나라 말하며 독일의 우세를 점쳤다.[14] 하지만 자신의 저주를 의식해서인지 결과는 신만이 안다고 말했다. 하지만 이런 발언은 누가 봐도 펠레가 독일의 우승을 점친 것이다.
  - 독일은 펠레의 저주를 이겨내고 통산 4회째 우승을 차지했다. 이로써 월드컵 통산기록으로 이탈리아와 동률을 이루게 되면서 브라질에 이어 2위에 올랐다.

- FIFA 회장이었던 제프 블라터가 2018년 FIFA 월드컵 및 2022년 FIFA 월드컵 개최지 선정 과정에서 뇌물수수가 있었다는 혐의로 수사가 시작되었음에도 불구하고 5선 연임에 성공하자 펠레는 이에 대해 "블라터의 당선을 원했다. 그는 또다시 당선되었고 또한 그를 존경해야 한다."라는 발언을 하였다. 그런데 그 발언이 나온 다음 날, 제프 블라터는 곧 FIFA 회장직을 사퇴한다는 의사를 밝혔다.[15]
- 코파 아메리카 센테나리오 결승전 승부차기에서 리오넬 메시가 실축하여 칠레에게 우승을 안겨주게 되었다. 계속된 준우승으로 마라도나와 비교되기까지 하던 메시는 이 경기에서 실축까지 하며 우승을 칠레에게 내주자 국가대표팀 은퇴를 선언하였다. 그러자 펠레는 페널티킥 실축은 흔한일이며 곧 잊혀질것이고 메시는 근 15년간 자신이 본 최고의 축구선수이며 현재 세계 최고의 선수라 하며 국가대표 은퇴를 만류하였다. 그리고 며칠 뒤 메시는 탈세혐의로 징역 21개월 형을 선고받았다.

- 유로 2016 대회 개막직후 펠레는 독일이 가장 강력한 우승후보이며 포르투갈은 4강도 벅차다는 혹평을 했고 잉글랜드는 뛰어난 성적을 거둘 것이라고 말하였다. 그러나 결과는 반대로 되었다. 독일은 4강에서 개최국 프랑스에게 0:2로 패하여 탈락하였고 포르투갈은 결승에서 개최국 프랑스를 1:0으로 꺾고 우승을 차지하였고 잉글랜드는 16강에서 한수 아래로 여기던 아이슬란드에게 졸전끝에 1:2로 패하여 탈락하였다.

- 2021년 크리스티아누 호날두가 맨체스터 유나이티드로 이적하자 펠레는 SNS로 "항상 행복하라"라는 글을 남겨 앞으로 크리스티아누 호날두의 미래가 걱정된다는 반응이 나오고 있다. 아니나 다를까 2022년 FIFA 월드컵에서 3차전때 엄청난 부진 끝에 그의 팀 포르투갈이 한국에게 역전패를 당하고 국적이 한국이 되는 모욕을 당했으며 종국에는 포르투갈이 모로코와의 8강전에서 져서 탈락의 쓴맛을 보고 말았다.

- 펠레가 2022년 FIFA 월드컵에서 브라질의 우승을 예견했다. 그리고 그 월드컵이 열리는 그 해에 펠레가 말기암으로 임종이 가까워진 상태여서 그 월드컵이 펠레의 저주가 적용되는 마지막 월드컵이라 세간의 관심이 집중된 상태였는데 얄궂게도 그 월드컵에서 브라질이 크로아티아와의 8강전에서 승부차기로 패배해 탈락하면서 마지막까지도 결국 그 저주가 통하고 말았다. 이후 펠레는 2023년 새해를 3일 앞둔 2022년 12월 29일에 향년 82세의 나이로 세상을 떠났다.

## 펠레의 예측력에 대해
일부에서는 이와 같이 펠레의 예측이 실제와 매우 다른 것은, 펠레가 위대한 선수였지만 지도자 경력이 부족하기 때문에 경기를 예측하는 능력이 없기 때문으로 짐작한다. 다시 말하면 펠레는 정확한 분석에 의한 예측보다는 선수들의 이름값과 표면적인 전적만을 보고 한마디 하는 것으로 보인다. 브라질 출신의 명장 루이스 스콜라리 감독은 이러한 펠레의 예측력을 보고 “펠레는 축구에 대해서 도통 아는 게 없는 인간”이고 쏘아붙였고, 심지어 브라질의 대표적 선수였던 호마리우도 한때 펠레에 대해 “입만 다물고 있으면 시인”이라는 말을 할 정도였다. 한편, 펠레가 세계적 축구 스타이기 때문에 펠레의 예측을 기자들이 과대포장하여 마치 예언처럼 떠받드는 것에서 출발한 것이 정반대의 결과를 낳아 저주가 되었다고 지적하기도 한다. 펠레의 저주가 이미 월드컵에서는 전 세계적으로 너무나 알려져있는 징크스이므로, 징크스의 심리적 특징으로 비추어볼 때 펠레가 예언을 하면 지목 당사국의 선수들은 매우 큰 심리적 부담을 안고 경기를 하게 되어 경기력에 매우 부정적인 영향을 주었을 수도 있을 것이란 추측도 가능하다.
펠레 본인은 '펠레의 저주'라는 말에 대해 강한 불만을 표시했으며, 그는 자신이 내놓은 의견이 무조건 틀리지도 않았다고 주장했다. 예컨대 2005년 12월 7일, 2006년 독일 월드컵의 예상을 묻는 기자들의 질문에 펠레는 잉글랜드, 이탈리아를 꼽았고, 독일과 아르헨티나를 주목했다.  실제로 2006년 월드컵에서 잉글랜드와 아르헨티나는 8강에서 탈락했지만 독일은 3위를 차지하였고, 이탈리아가 우승컵을 들어올렸으므로 펠레의 예언은 어느정도 들어맞은 셈이 되었다. 물론 펠레의 우승국 예상이 그나마 적중했다고 볼 수 있는 1982년, 2006년, 2014년 대회의 경우는 예외없이 많은 유력 팀을 한꺼번에 우승 후보국으로 지목한 것이기 때문에, 펠레의 예측이 맞은 경우였다고 하더라도 예측력이 형편없다는 점에 있어서는 많은 사람들이 동의한다. 심지어 2010년 남아공 월드컵에서 펠레의 예측력은 문어의 예측력과 비교되는 굴욕을 겪었다. 독일 서부 노르트라인베스트팔렌주 오버하우젠의 해양생물박물관에 있는 문어 파울(Paul)은 경기를 앞두고 각 나라의 국기가 새겨진 투명 플라스틱 상자 안에 있는 홍합 중 하나를 골라 먹는 식으로 우승 국가를 예측하였는데, 이 방식으로 파울은 독일과 관련된 7경기와, 마지막 스페인과 네덜란드의 결승전 결과까지 정확하게 예측해 내었다. 이와는 대조적으로 펠레는 마지막 결승전을 제외하고는 대부분의 예상들이 빗나가서, 펠레의 예측은 문어만도 못하다는 비아냥을 들어야 했다.

## 같이 보기
- 거스 히딩크의 예측
- 점쟁이 문어
- 이영표의 예측
- 제프 블라터